# Квинт Лутаций Церкон
Квинт Лутаций Церкон (на латински: Quintus Lutatius Catulus Cerco) e политик на Римската република през 3 век пр.н.е.

## Биография
Той е брат на Гай Лутаций Катул (консул 242 пр.н.е.).
През 241 пр.н.е. той е консул заедно с Авъл Манлий Торкват Атик. По време на тяхното консулство е сключен мир с Картаген след Първата пуническа война. Квинт Лутаций Церкон се бие против фалиските и получава след това триумф.
През 236 пр.н.е. той става цензор заедно с Луций Корнелий Лентул Кавдин и умира преди да му свърши мандата.